# Hopetounia albida
Hopetounia albida là một loài bướm đêm trong họ Noctuidae.